# Airbus A319 MPA
El Airbus A319 MPA (Maritime Patrol Aircraft, en español: avión de patrulla marítima) es una versión militar derivada del avión civil de pasajeros Airbus A319 para ser usada en patrulla marítima. El A320 MPA original fue propuesto por vez primera en 2002 también como respuesta a un programa alemán para reemplazar a sus viejos ATL1 denominado Maritime Patrol Aircraft Replacement (MPA-R) al que se unió Italia poco después. El programa suponía la adquisición de 24 unidades lo que lo hacía económicamente viable.
La propuesta mantenía los cambios al mínimo, incluyendo un contenedor ventral para armamento y equipos con una bodega de armas
En la actualidad, está en desarrollo por parte de Airbus Military para competir frente al Boeing P-8 Poseidon, avión derivado del Boeing 737, de fabricación estadounidense.

## Desarrollo

### Concursos
Airbus presentó el A319 MPA a varios concursos. No ganó ninguno hasta la fecha.
 India
- Armada India:[4][5] se convocó un concurso para reemplazar a los Tu-142 de origen ruso. India todavía opera una pequeña flota de Il-38 modernizados con la suite rusa Sea Dragon que a medio plazo van a requerir su sustitución. El ganador del concurso fue el Boeing P-8 Poseidón. India compró inicialmente 8 aviones, y luego 4 adicionales.[6] A marzo de 2022 se habían entregado las 12 unidades.[7]

 Reino Unido
- Royal Navy: tras la cancelación del programa Nimrod MRA.4 de abrió un concurso para comprar un avión MPA para la RAF. De nuevo el elegido fue el P-8 Poseidón, para marzo de 2022 se habían ya entregado las 9 unidades compradas.[8]

 Australia
- Armada Real Australiana: la RAAF abrió un concurso para reemplazar sus P-3C. El elegido fue el P-8 Poseidón, con el primero entrando en servicio en septiembre de 2016.[9]

Actualmente está abierto el contrato del programa de Avión Multimisión Canadiense (CMMA). El objetivo es comprar un avión tripulado de largo alcance para sustituir al CP-140 Aurora y realizar misiones de:
- Mando, Control, Comunicaciones y Ordenadores (C4).
- Inteligencia, Vigilancia y Reconocimiento (ISR)
- Guerra Antisubmarina (ASW).[10][11]

## Especificaciones
Referencia datos: página web de Naval Technology.

### Características generales
- Tripulación: 2 pilotos + 8 operadores de misión
- Longitud: 36 m
- Diámetro rotor principal: 3,9 m
- Envergadura: 34,1 m
- Altura: 11,9 m
- Peso vacío: 58.500 kg
- Peso máximo al despegue: 75.500 kg
- Planta motriz:   .

### Desarrollos relacionados
- Airbus A319

### Aeronaves similares
- Boeing P-8 Poseidon
- Kawasaki P-1

### Secuencias de designación
- Aviones militares de Airbus: A319 MPA · A310 MRTT · A330 MRTT · A400M